# Alucita nannodactyla
Alucita nannodactyla là một loài bướm đêm thuộc họ Alucitidae. Loài này có ở Yemen (Socotra).